# Pissevache
Pour l’article homonyme, voir Cascade de Pissevache.
La Pissevache, cascade de Pissevache ou cascade de Salanfe est une cascade d'une hauteur de 116 mètres située entre Martigny et Saint-Maurice en Valais. Elle est alimentée par les eaux de la Salanfe.

## Géographie
La Pissevache se situe entre le village de Vernayaz et le hameau de Miéville, dans le district de Saint-Maurice en Valais.

## Historique

Photographies
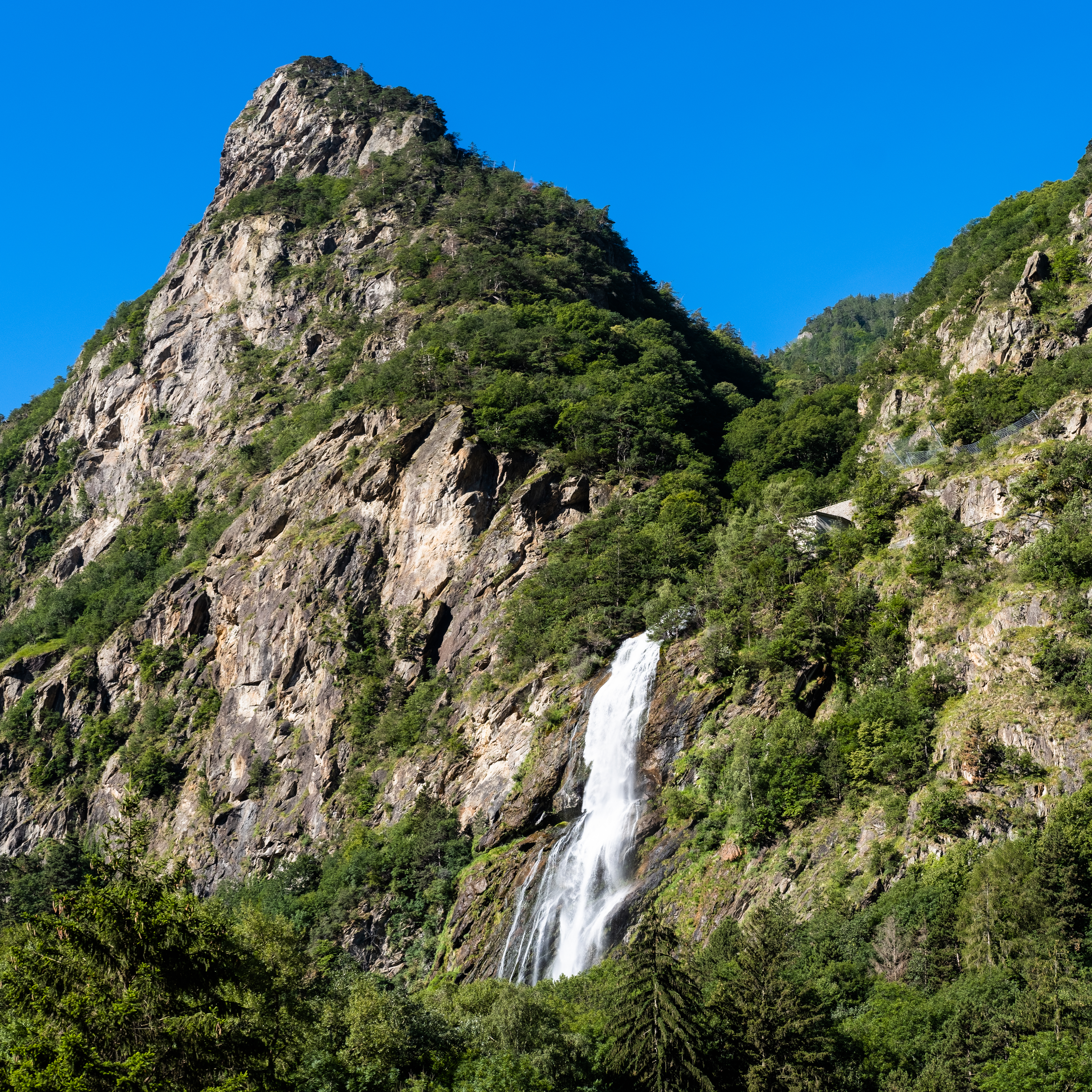
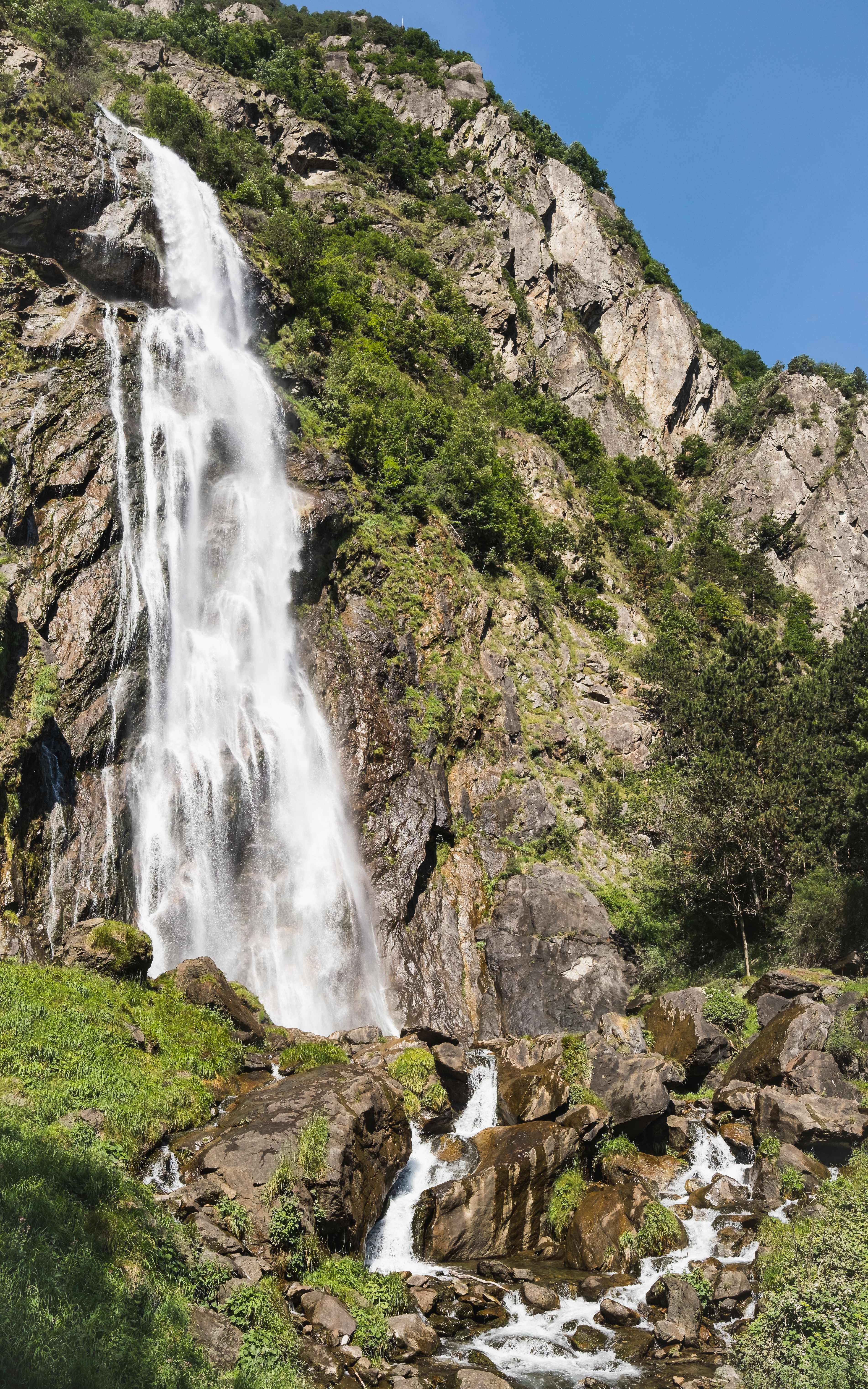

Cette chute attire les curieux depuis les temps anciens. Des peintres et autres artistes la décrivent. Du XVIIe au XIXe siècle, l’eau de cette chute a permis de faire fonctionner des moulins et autres « artifices », comme une scie hydraulique ou un martinet. Encore en 1894, une nouvelle usine de travail sur le bois est construite qui utilise l’eau de la chute.
Goethe écrit en 1779 : « Enfin nous arrivâmes devant la cascade qui mérite plus que beaucoup d’autres sa renommée. […] Nous grimpâmes tout auprès, nous nous assîmes à côté, et nous désirâmes passer à cette place des heures et des jours ».
Tout au long des XVIIe au XIXe siècle, la cascade est admirée en tant que curiosité par les voyageurs et artistes passant par la région. Désiré Monnier, folkloriste jurassien, dessine ainsi la cascade lors de son passage le 25 septembre 1845. Le lieu devient touristique surtout à partir des années 1860, notamment lorsqu'une passerelle permettant aux touristes de passer sous la cascade est construite en 1866, à mi-hauteur de la chute. La visite coûtait un franc suisse de l'époque.
À la fin du XIXe siècle, une des plus anciennes usines hydroélectriques fut construite au haut de la cascade, la centrale de Pissevache. La chute faillit disparaître avec la construction du barrage de Salanfe de 1947 à 1950 et la construction de la centrale hydroélectrique de Miéville. Depuis lors son débit a considérablement diminué. Actuellement le débit de cette chute varie au gré des précipitations.

Représentations historiques
Salomon Gessner, 1788
Ch. von Mechel, 1790
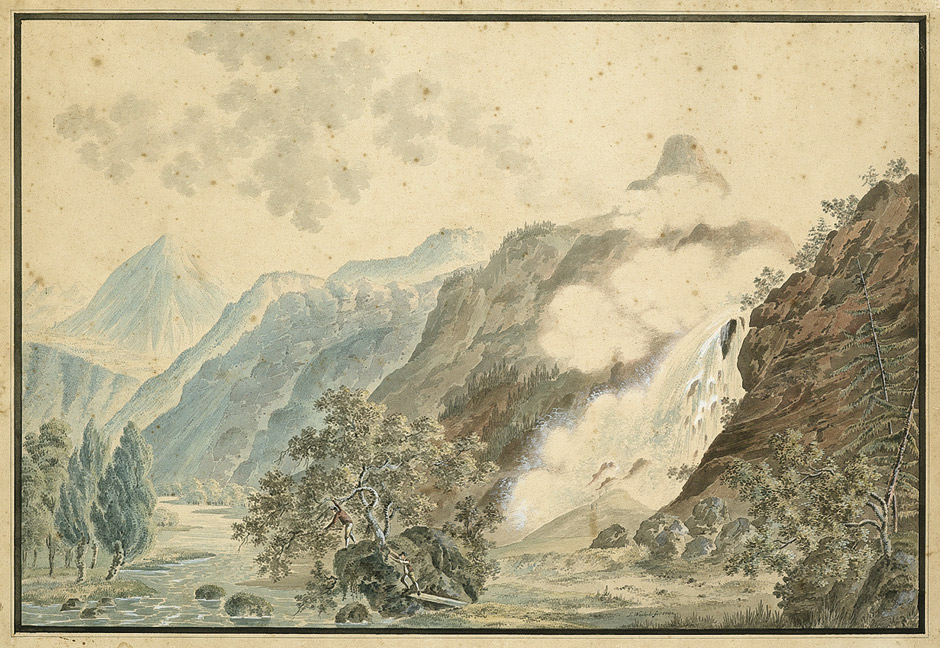
Weibel, 1794
Jean Dubois, XIXe siècle
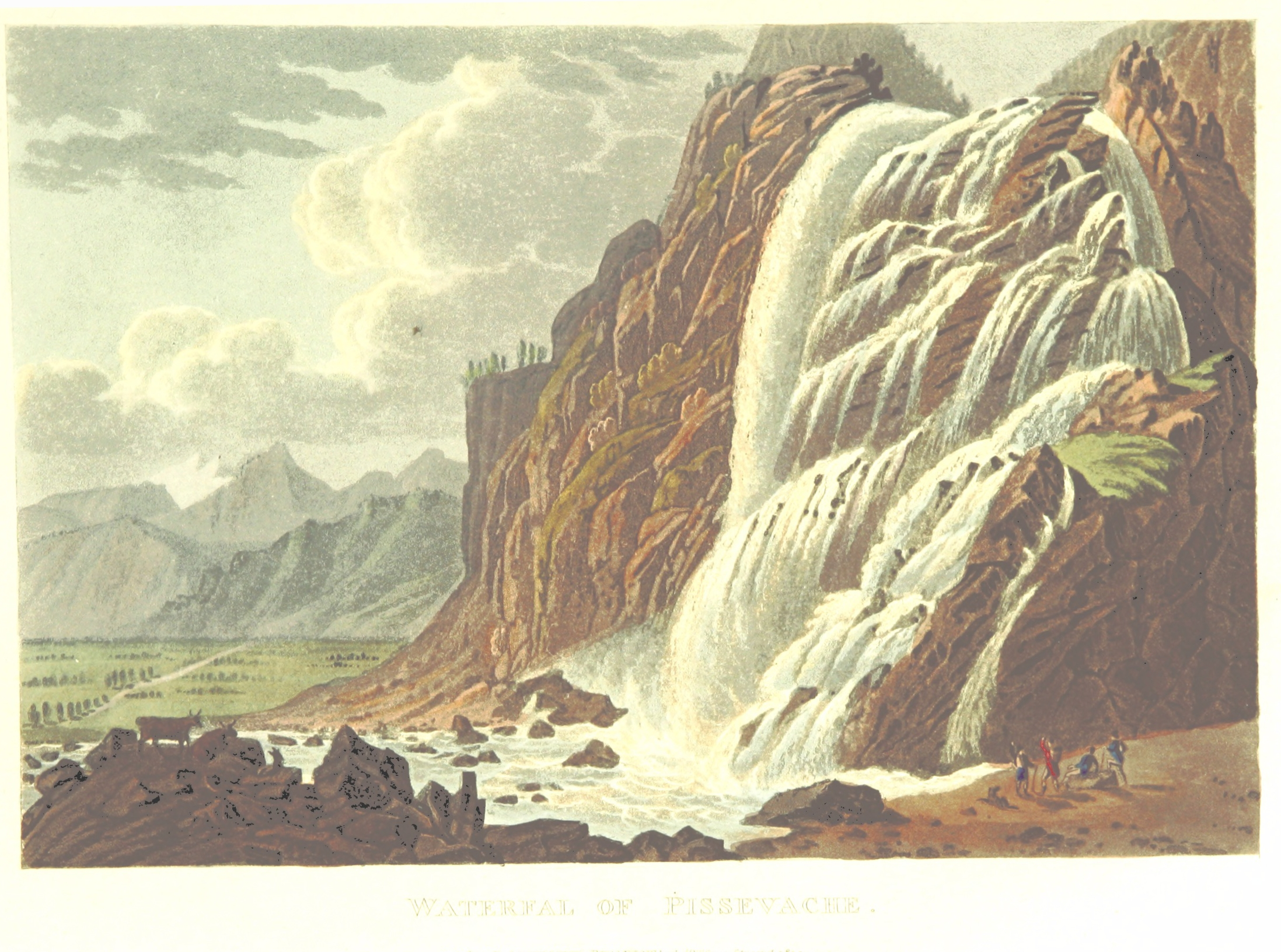
1820
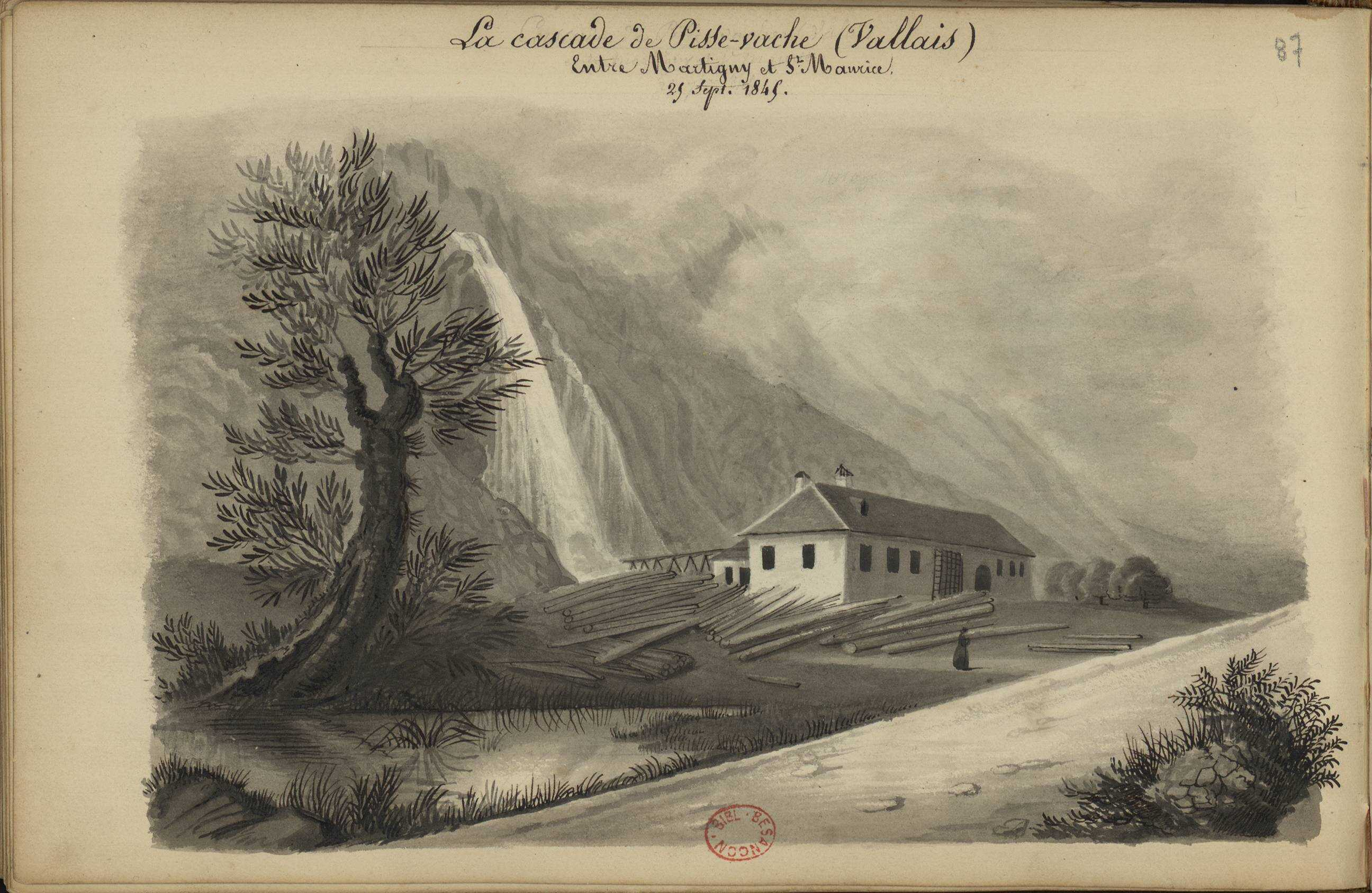
Désiré Monnier, 1845.

- Photographies